# Kathleen Okikiolu
Katherine Adebola Okikiolu est une mathématicienne britannico-nigériane née en 1965. Elle est connue pour son travail avec les opérateurs différentiels elliptiques ainsi que pour son travail avec les enfants de quartiers défavorisés.

## Biographie
Kathleen Okikiolu est née en 1965 en Angleterre. Son père est George Olatokunbo Okikiolu, célèbre mathématicien nigérian. Sa mère britannique est professeur de mathématiques en lycée. Okikiolu a reçu un BA en sciences mathématiques de l'université de Cambridge en 1987. En 1991, elle a obtenu son doctorat en mathématiques de l'université de Californie à Los Angeles pour sa thèse intitulée The Analogue of the Strong Szego Limit Theorem on the Toris and the 3-Sphere,.

## Carrière
Okikiolu est instructrice et, plus tard, professeur assistant à l'université de Princeton , de 1993 à 1995. Elle travaille ensuite comme assistant professeur à l'Institut de Technologie du Massachusetts et rejoint la faculté de l'Université de Californie à San Diego en 1995. En 2011, elle rejoint le Département de Mathématiques à l'université Johns-Hopkins.
Elle est conférencière invitée à la réunion de l'Association for Women in Mathematics en 1996. Elle donne également la conférence Claytor-Woodard à la réunion de 2002 de la National Association of Mathematics, une organisation pour les mathématiciens afro-Américains.

## Honneurs et récompenses
En 1997 elle est la première Noire à obtenir une bourse Sloan. En 1997, elle obtient le Presidential Early Career Award for Scientists and Engineers à la fois pour ses recherches mathématiques et pour le développement de programmes de mathématiques pour les enfants des écoles des quartiers défavorisés. Ce prix est remis à seulement 60 scientifiques et ingénieurs chaque année, et il est doté d'un prix de 500 000 $.
En 2009 Kathleen Okikiolu est lauréate de la Conférence Falconer, décerné par l'Association for Women in Mathematics et la Mathematical Association of America ; elle donne ainsi la conférence « The Sum of Squares of Wavelengths of a Closed Surface » lors de la MathFest (en) de la même année.